# Liga Nacional de Fútbol Americano
La Liga Nacional de Fútbol Americano (LNFA) es la máxima competición de fútbol americano de España. La organiza la Federación Española de Fútbol Americano. 
Los equipos mejor clasificados al final de cada temporada optan a participar en la Liga Europea de Fútbol Americano o la Copa de la EFAF según el baremo establecido por la Federación Europea de Fútbol Americano.

## Historia

### Liga Catalana de Fútbol Americano
El fútbol americano en España contó como primera liga oficial con la Liga Catalana de Fútbol Americano (LCFA), organizada por la Federación Catalana de Fútbol Americano, que se comenzó a celebrar en la temporada 1988-89. 

### Supercopa
El 2 de abril de 1989 comenzó la primera competición que incluyó equipos de ámbito nacional, la I Supercopa, también organizada por la Federación Catalana de Fútbol Americano, y en la que Mallorca Voltors y Sants Broncos se unieron a los cuatro equipos de la I edición de la LCFA. En la II edición, en la que ya participaron quince equipos, entre ellos tres de Madrid (Panteras, Osos y Toros), Barcelona Boxers renovó el título de campeón. A partir de 1995, con la LNFA en marcha y la aparición de la Copa de España, la Supercopa se convirtió en una competición de ámbito catalán.   
| Supercopa   |                  |                      |                       |
| Edición/Año | Campeón          | Subcampeón           | Resultado de la Final |
| I/1989      | Barcelona Boxers | Badalona Drags       | 40-6                  |
| II/1990     | Barcelona Boxers | Osos de Madrid       | 28-14                 |
| III/1993    | Barcelona Búfals | L'Hospitalet Pioners | 22-7                  |
| IV/1994     | Barcelona Boxers | Coslada Camioneros   | 42-6                  |
| V/1995      | Barcelona Búfals | Vilafranca Eagles    | 10-6                  |

### Spain Football League
En 1991 se creó la primera liga nacional, denominada Spain Football League (SFL), organizada por Unipublic y televisada por Antena 3, con nueve equipos en liza: Madrid Panteras, Madrid Osos, Barcelona Howlers, Vilafranca Eagles, Tarrasa Reds, Manresa Bagmonts, Madrid Toros, Cullera Giants y Zaragoza Lions. La primera temporada se disputó entre el 23 de noviembre de 1991 y el 14 de marzo de 1992, al final de la cual Barcelona Howlers se proclamó campeón tras ganar a Madrid Panteras en la final disputada en el Estadio Olímpico de Montjuïc, ante 8500 espectadores. En su segunda edición, disputada entre los mismos nueve equipos, el ganador fue Vilafranca Eagles.
| Spain Football League |                   |                 |                       |
| Año                   | Campeón           | Subcampeón      | Resultado de la final |
| 1992                  | Barcelona Howlers | Madrid Panteras | 29-23                 |
| 1993                  | Vilafranca Eagles | Madrid Panteras | 40-34                 |

### American Football League
Tras sus dos primeras temporadas, las de 1991-92 y 1992-93, cambió de denominación a American Football League (AFL) en su tercera temporada, la 1993-94, y amplió el número de equipos a once. Se incorporaron Valencia Bats, Bilbao Knights, Castellón Tifons y Tarraco Imperials, mientras que se dieron de baja Tarrasa Reds y Cullera Giants. El campeón fue Barcelona Howlers.
| American Football League |                   |                 |                       |
| Año                      | Campeón           | Subcampeón      | Resultado de la final |
| 1994                     | Barcelona Howlers | Madrid Panteras | 8-7                   |

## Liga Nacional de Fútbol Americano
Al término de la temporada 1994 de la American Football League, en el verano de 1994, se crea la Agrupación Española de Fútbol Americano (AEFA), germen de la actual Federación Española de Fútbol Americano, y asume la organización de una nueva liga, la Liga Nacional de Fútbol Americano (LNFA), que comienza a disputarse en la temporada 1995, con el nombre de I Liga Beefeater de Football Americano, debido al patrocinio de la empresa Bodega Pedro Domecq, S.A, distribuidora entonces de la marca Beefeater. Esta denominación comercial se mantuvo durante las tres primeras temporadas, mientras duró el patrocinio de Domecq. La primera final es ganada por Madrid Panteras el 14 de mayo de 1995 en el Estadio Olímpico de Madrid y la segunda edición comienza el 14 de enero de 1996 con doce equipos, y renovó su título de campeón el Madrid Panteras el 8 de junio de 1996, en el mismo escenario.

## Configuración
La LNFA, desde su primera edición, ha ido variando la distribución de los equipos, bien en conferencias o en grupos. Constaba de una conferencia o grupo único, disputándose partidos entre todos los equipos de la liga, hasta la temporada 2010, cuando se dividió en varias conferencias. En concreto se crearon tres conferencias, formando la Conferencia Española los cinco primeros clasificados de la temporada 2009, mientras que la Conferencia Nacional y la Conferencia Hispánica agruparon al resto de equipos de la liga, disputando los play-off por el título los mejores de cada conferencia.
En la temporada 2012 se cambió el sistema de competición, creando la LNFA Elite en la que se integraron los seis mejores equipos de España. A diferencia de las temporadas anteriores, solamente los integrantes de la LNFA Elite podían optar al título de campeón de la Liga desde esta temporada. Los cuatro equipos mejor clasificados en ella disputaban el play-off por el título nacional. El quinto clasificado disputaba una promoción por la permanencia con el segundo clasificado del resto de equipos de la LNFA y el sexto clasificado descendía automáticamente de la LNFA Elite.
En la temporada 2014 se cambia la denominación de la máxima categoría, que pasa de llamarse LNFA Elite a LNFA Serie A y se crea la LNFA Serie B con los equipos de las conferencias que no formaban la Serie A. 
En la temporada temporada 2018 se amplía el número de equipos, de 6 a 14, que en la fase regular se dividen en dos grupos de cinco y uno de cuatro por la renuncia de algunos equipos a su plaza. En la temporada 2019 compiten 12 equipos en 3 grupos de 4; en la temporada 2020, 10 equipos en dos grupos de 5; y en la temporada 2021, 8 equipos en dos grupos de 4. En las temporadas 2022 y 2023 se volvió a dos conferencias (Este y Oeste) de 5 equipos cada una.

### Segunda División
Entre 2004 y 2009 se disputó la LNFA 2 en la modalidad de 9x9 entre equipos de España y Portugal. En 2010 se crea la Liga Portuguesa de Fútbol Americano a la que se incorporaron los equipos portugueses y en España la Agrupación Española de Fútbol Americano (AEFA) organizó los challenges, un formato flexible de encuentros entre equipos disputados bajo la modalidad de 7x7. Finalmente, tras la conversión de la AEFA en FEFA en 2012, se crea la LNFA Elite y el resto de equipos de la LNFA se repartieron en tres conferencias, Norte, Sur y Este en esa primera temporada (2012) y en cuatro, Norte, Sur, Este y Centro en la 2013. Los mejor clasificados de cada conferencia jugaron el play-off por la primera posición, que otorgaba el ascenso automático a la LNFA Elite, y por la segunda posición, que otorgaba la plaza de promoción por el ascenso contra el quinto clasificado de la LNFA Elite.
En la temporada 2014, los equipos que no entraron en la Serie A se englobaron en una nueva categoría, denominada LNFA Serie B, con tres conferencias (Norte, Este y Sur), una menos que la temporada anterior, ya que desapareció la conferencia Centro. Al año siguiente, en la temporada 2015 se cambiaron las conferencias por dos grupos, el Par y el Impar. Luego pasó a estar formada por tres ligas territoriales (Catalana, Aragonesa y Andaluza) y una Conferencia de FEFA con el resto de equipos que no pertenecían a esas territoriales. A la conclusión de todas estas ligas, los mejores de cada competición se enfrentaban en los “playoffs”, con eliminatorias de cuartos de final, semifinales y final. 
En las temporadas temporada 2018, 2019 y 2020, se elimina la Serie B, recuperándose en la temporada 2021.
En la temporada 2025, la Serie B cambió de denominación, recuperando el antiguo de LNFA 2.

### Tercera División
En la temporada 2015 se creó la LNFA Serie C con los equipos que renunciaron a participar en la Serie B debido a la dispersión geográfica de los dos grupos que la formaban y que conllevaba costes económicos inasumibles para ellos, y con los equipos de nueva incorporación a la LNFA.

## Spanish Bowl
La liga se decide en un partido final denominado Spanish Bowl que disputan los finalistas de los playoffs.
| Liga Nacional de Fútbol Americano |                        |                        |                       |
| Año                               | Campeón                | Subcampeón             | Resultado de la Final |
| 1995                              | Madrid Panteras        | Barcelona Boxers       | 55-28                 |
| 1996                              | Madrid Panteras        | Vilafranca Eagles      | 21-17                 |
| 1997                              | Vilafranca Eagles      | Madrid Panteras        | 40-20                 |
| 1998                              | Badalona Dracs         | L'Hospitalet Pioners   | 13-7                  |
| 1999                              | Badalona Dracs         | Osos de Madrid         | 52-12                 |
| 2000                              | Granollers Fénix       | Badalona Dracs         | 8-0                   |
| 2001                              | Rivas Osos             | Zaragoza Lions         | 21-7                  |
| 2002                              | Badalona Dracs         | Rivas Osos             | 14-8                  |
| 2003                              | Badalona Dracs         | L'Hospitalet Pioners   | 30-20                 |
| 2004                              | Badalona Dracs         | L'Hospitalet Pioners   | 23-0                  |
| 2005                              | L'Hospitalet Pioners   | Badalona Dracs         | 24-13                 |
| 2006                              | Valencia Firebats      | L'Hospitalet Pioners   | 13-0                  |
| 2007                              | Valencia Firebats      | Badalona Dracs         | 47-21                 |
| 2008                              | L'Hospitalet Pioners   | Valencia Firebats      | 36-17                 |
| 2009                              | Valencia Firebats      | Badalona Dracs         | 29-10                 |
| 2010                              | L'Hospitalet Pioners   | Valencia Firebats      | 36-0                  |
| 2011                              | L'Hospitalet Pioners   | Badalona Dracs         | 24-8                  |
| 2012                              | L'Hospitalet Pioners   | Rivas Osos             | 47-24                 |
| 2013                              | L'Hospitalet Pioners   | Badalona Dracs         | 24-0                  |
| 2014                              | Badalona Dracs         | Valencia Firebats      | 24-18                 |
| 2015                              | Valencia Firebats      | Badalona Dracs         | 30-20                 |
| 2016                              | Badalona Dracs         | Valencia Firebats      | 41-14                 |
| 2017                              | Badalona Dracs         | Reus Imperials         | 56-14                 |
| 2018                              | Badalona Dracs         | Murcia Cobras          | 33-26                 |
| 2019                              | Badalona Dracs         | Las Rozas Black Demons | 47-6                  |
| 2021                              | Badalona Dracs         | Las Rozas Black Demons | 31-21                 |
| 2022                              | Rivas Osos             | Las Rozas Black Demons | 28-12                 |
| 2023                              | Las Rozas Black Demons | Rivas Osos             | 22-13                 |
| 2024                              | Las Rozas Black Demons | Rivas Osos             | 27-23                 |
| 2025                              | Las Rozas Black Demons | Badalona Dracs         | 36-14                 |

### Títulos de la LNFA por equipos
| Equipo                 | Títulos                                                               | Subcampeonatos                                     |
| ---------------------- | --------------------------------------------------------------------- | -------------------------------------------------- |
| Badalona Dracs         | 11 (1998, 1999, 2002, 2003, 2004, 2014, 2016, 2017, 2018, 2019, 2021) | 8 (2000, 2005, 2007, 2009, 2011, 2013, 2015, 2025) |
| L'Hospitalet Pioners   | 6 (2005, 2008, 2010, 2011, 2012, 2013)                                | 4 (1998, 2003, 2004, 2006)                         |
| Valencia Firebats      | 4 (2006, 2007, 2009, 2015)                                            | 4 (2008, 2010, 2014, 2016)                         |
| Las Rozas Black Demons | 3 (2023, 2024, 2025)                                                  | 3 (2019, 2021, 2022)                               |
| Osos de Madrid         | 2 (2001, 2022)                                                        | 5 (1999, 2002, 2012, 2023, 2024)                   |
| Madrid Panteras        | 2 (1995, 1996)                                                        | 1 (1997)                                           |
| Vilafranca Eagles      | 1 (1997)                                                              | 1 (1996)                                           |
| Granollers Fénix       | 1 (2000)                                                              |                                                    |
| Barcelona Boxers       |                                                                       | 1 (1995)                                           |
| Zaragoza Lions         |                                                                       | 1 (2001)                                           |
| Reus Imperials         |                                                                       | 1 (2017)                                           |
| Murcia Cobras          |                                                                       | 1 (2018)                                           |